# Petaliaeschna flavipes
Petaliaeschna flavipes är en trollsländeart som beskrevs av Karube 1999. Petaliaeschna flavipes ingår i släktet Petaliaeschna och familjen mosaiktrollsländor. IUCN kategoriserar arten globalt som sårbar. Inga underarter finns listade i Catalogue of Life.